# Juan José Flores
Juan José Flores y Aramburu (Puerto Cabello, 19 de julio de 1800-Isla Puná, 1 de octubre de 1864) fue un militar ecuatoriano-venezolano, nacido en la Capitanía General de Venezuela y, posteriormente, líder político en Ecuador a partir de 1830. Fue el primer Presidente del Ecuador. Estuvo en el cargo en tres oportunidades: de 1830 a 1834; de 1839 a 1843 y de 1843 a 1845.
Se destacó como estratega del ejército grancolombiano, habiendo alcanzado el grado de coronel antes de los 30 años de edad. Una vez consolidada la independencia, fue designado por Simón Bolívar como gobernador del Distrito del Sur de la Gran Colombia. Distrito que posteriormente, al escindirse de aquella, en 1830, pasó a convertirse en la actual República del Ecuador, de la que fue investido como su primer presidente.

## Biografía
Nació el 19 de julio de 1800 en Puerto Cabello, Venezuela. 
Hijo de Juan José Aramburu, comerciante español, su madre fue Rita Flores, oriunda de Puerto Cabello.
Ingresó muy joven al ejército español donde inició como militar pero decidió enlistarse a las fuerzas independentistas de Simón Bolívar. Con 23 años de edad, ya ejercía como coronel y gobernador de la provincia de Pasto (Colombia). En 1823 llegó a Ecuador como comandante general del Ejército y en 1828 y 1829 participó de la defensa del Distrito del Sur de la Gran Colombia, donde contribuyó al triunfo del mariscal Antonio José de Sucre sobre las tropas peruanas en la batalla del Portete de Tarqui, lo que le valió el ascenso al grado de General de División.
En 1830 fue nombrado el primer Presidente del Ecuador. Este cargo lo desempeñó en tres oportunidades hasta que en 1845 fue obligado a salir del país luego de la derrota que sufrió en la Revolución del 6 de marzo. Volvió en 1859 y sirvió en las campañas contra el Perú y en la guerra civil al mando del presidente Gabriel García Moreno.

### Primer gobierno (1830-1834)
Una vez en el poder, Flores consolidó una alianza política entre el tradicional latifundismo de la Sierra, al que se había vinculado por matrimonio con la aristócrata y terrateniente otavaleña Mercedes Jijón de Vivanco,  con los terratenientes de Guayaquil y los altos mandos del ejército. El floreanismo, como se llamó al grupo de sus partidarios, surgió de la tradición conservadora del bolivarianismo. En 1832 incorporó oficialmente las islas Galápagos al Ecuador. Su gobierno estuvo caracterizado por inestabilidad interna, denuncias de corrupción, y dificultades para mantener el orden público, así como por tensiones con las fuerzas armadas. Se dieron dos guerras con Nueva Granada, en la que Ecuador fue derrotado.
En 1831 enfrentó con éxito una rebelión de Luis Urdaneta y en 1832 libró una guerra con Colombia. En 1833 castigó con dureza a varios batallones alzados y a los ideólogos llamados utilitaristas. Además, tuvo que enfrentar al que fue su vicepresidente, Vicente Rocafuerte con quién logró un acuerdo para llevar a este último a la presidencia, Flores venció a las fuerzas que se oponían al gobierno de Rocafuerte en Miñarica en 1835.

### Segundo gobierno (1839-1843)
En su mandato transitorio, Flores negoció con Rocafuerte. También debe reducir un alzamiento en Pasto, al norte. Y una epidemia de fiebre amarilla en Guayaquil traída por marinos provenientes de Panamá, la cual diezmó la ciudad.

### Tercer gobierno (1843-1845)
En 1843, cuando terminaba su mandato, dio un golpe de Estado siendo elegido presidente por tercera vez por una Asamblea Constituyente mediante una constitución que fue llamada “Carta de Esclavitud”.
En 1845 se organiza un movimiento en su contra y lo expulsan del poder. Se firma un documento denominado Pronunciamiento Popular de Guayaquil, y Flores fue al destierro.
Había cuatro grupos disputándose el gobierno, y el presidente del momento, García Moreno, le solicita su ayuda. Flores dirige un ejército y derrota al general Guillermo Franco quien, con el apoyo de Francia, estaba en la zona portuaria. Esa acción se denominó la batalla de Guayaquil.
Tres años más tarde, con 63 años, debe salir de su retiro a comandar de nuevo el ejército para combatir contra las milicias colombianas, y es derrotado en los campos de Cuaspud.

### Matrimonio

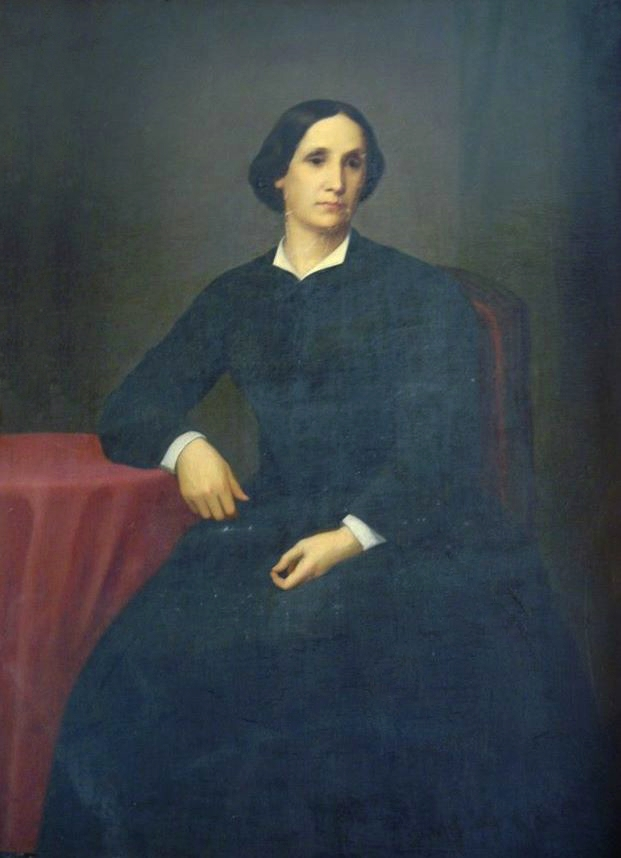
Mercedes Jijón de Vivanco, alrededor de 1840.

Flores, designado prefecto del Departamento del Sur, se casó con la aristócrata y terrateniente otavaleña Mercedes Jijón de Vivanco, descendiente por línea paterna de los Condes de Casa Jijón, título que llegó a disputar infructuosamente con su primo Francisco Jijón. La recepción se llevó a cabo en los salones del Palacio de Carondelet, con toda la pompa, para ello había mandado a pintar 22 retratos de los generales vinculados a la Independencia del Ecuador, que dispuso originalmente en la galería del edificio, y después trasladó a su propiedad de la Quinta El Placer.
Se dice que Mercedes era una joven hermosa, de porte distinguido, con profundo sentido de la solidaridad y la familia. El mismo Simón Bolívar hablaría de Mercedes en estos términos, después de conocerla el 12 de abril de 1829: «no sé si es más discreta que bella, o más bella que discreta». El 11 de julio de 1829 Flores y su esposa fueron padrinos de bautizo de Teresa de Sucre y Carcelén de Guevara, la única hija del mariscal Antonio José de Sucre y Mariana Carcelén de Guevara, esta última, prima segunda de Mercedes.

### Descendencia
El matrimonio tuvo trece hijos, ocho mujeres y cinco varones, que les darían alrededor de 35 nietos:
- Elvira Flores Jijón, nacida en Quito en 1826. Casada en 1844 con Eusebio Isaza y Muñoz, con quien tuvo cinco hijos:
  - Elvira Isaza Flores (1845)
  - Mercedes Isaza Flores (1847)
  - José Antonio Isaza Flores (1849-1892)
  - Miguel Isaza Flores (1850)
  - María Isaza Flores (1852)
- Mercedes Flores Jijón, nacida en Quito el 16 de septiembre de 1828. Casada el 14 de diciembre de 1850 con Antonio Fernández Salvador y Gangotena. Sin descendencia.
- Juan José Flores Jijón, nacido en Babahoyo en 1831, y fallecido en Montreaux el 10 de septiembre de 1891. Casado con Ángela Icaza y Aguirre-Abad. Sin descendencia.
- José Federico Flores Jijón, nacido en Quito el 22 de abril de 1832, y fallecido en París el 27 de octubre de 1879. Casado con Mercedes Arteta y Arteta.
- Antonio Flores Jijón, nacido en Quito el 23 de octubre de 1833, y fallecido en Ginebra el 30 de agosto de 1915. Casado con Leonor Ruiz de Apodaca, con quien tuvo dos hijas:
  - Leonor Flores y Ruiz de Apodaca (1874)
  - Elvira Flores y Ruiz de Apodaca (1876), marquesa consorte de Villebrune
- Virginia Flores Jijón, nacida en Babahoyo en 1835. Casada alrededor de 1865 con Pedro Pablo García Moreno, con quien tuvo dos hijos:
  - Rodolfo García-Moreno y Flores
  - Ana Luisa García-Moreno y Flores
- Victoria Flores Jijón, nacida en Guayaquil en septiembre de 1838. Casada el 23 de junio de 1865 con Narciso Isaza Muñoz, hermano de su cuñado, con quien tuvo tres hijos:
  - Juan José Isaza Flores (1866-1925)
  - Carlota Isaza Flores
  - Mercedes Isaza Flores
- Timoléon Flores Jijón, nacido en Quito en 1839 y fallecido en 1899. Casado el 26 de octubre de 1862 con María Mercedes Chiriboga y Fernández-Salvador, con quien tuvo siete hijos:
  - Lucía Flores Chiriboga (1884)
  - Raimundo Flores Chiriboga (1886-1967)
  - Antonio Flores Chiriboga (1888)
  - Fanny Flores Chiriboga (1890)
  - Mercedes Flores Chiriboga (1892)
  - Timoleón Flores Chiriboga (1896-1936)
  - Amalia Flores Chiriboga (1898)
- Reinaldo Flores Jijón, nacido en Quito en 1840 y fallecido en 1904. Casado con Ana Caamaño y Gómez-Cornejo, con quien tuvo ocho hijos:
  - Reinaldo Flores Caamaño
  - Luis Alberto Flores Caamaño
  - Juan José Flores Caamaño
  - Rosa Laura Flores Caamaño
  - Ana María Flores Caamaño
  - Alfredo Flores Caamaño
  - María Luisa Flores Caamaño
  - Víctor Flores Caamaño
- Amalia Flores Jijón, nacida en Quito en 1841. Casada con Leonardo Charles Stagg, con quien tuvo cuatro hijos:
  - Leonardo Stagg Flores
  - Carlos Stagg Flores
  - Enrique Stagg Flores
  - Evelina Stagg Flores
- Matilde Flores Jijón, nacida en Quito el 24 de septiembre de 1842, y fallecida el 7 de agosto de 1921. Casada el 1 de enero de 1869 con Federico Hurtado y Brizón, con quien tuvo tres hijos:
  - Isabel María Hurtado Flores
  - Rosa Matilde Hurtado Flores
  - Sara Hurtado Flores
- Josefina Flores Jijón, nacida en Quito en 1844. Casada con Felipe Barriga y Carcelén de Guevara, hijo de Mariana Carcelén, con quien tuvo un hijo que no llegó a la edad adulta:
  - Felipe Barriga Flores
- Isabel Flores Jijón, nacida en Quito en 1845. Casada con Fernando de García-Moreno y Drouet. Sin descendencia.

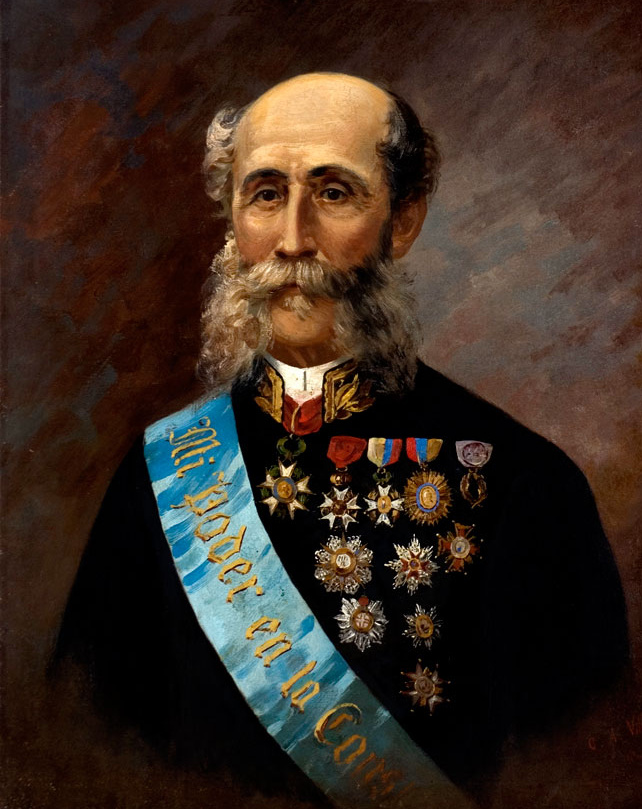
Antonio Flores Jijón.
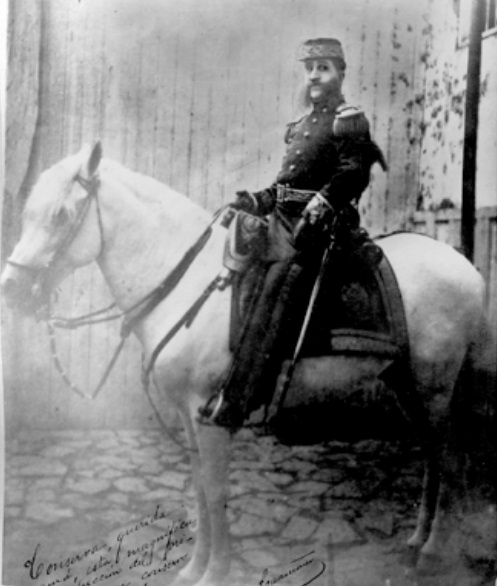
Reinaldo Flores Jijón.
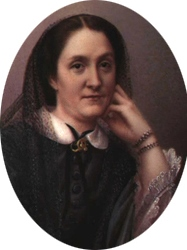
Amalia Flores Jijón.

## Disolución de la Gran Colombia
Quito, Cuenca y Guayaquil fueron anexadas a la Gran Colombia en 1822. Durante la Colonia (1563- 1809- 1820 -1822), bajo el nombre de Real Audiencia de Quito, esas tres regiones formaron parte, sucesivamente, de los virreinatos de la Nueva Granada su vida soberana en 1830 con la experiencia negativa del centralismo virreinal y grancolombiano y sin la experiencia positiva de una administración de primer nivel. Para ir de Guayaquil a Quito se gastaban 14 días; de Quito a Cuenca, otros 14; de Cuenca a Guayaquil, cinco, y cinco de Tulcán a Quito. Desde Loja era más fácil transportarse a Piura que a la ciudad de Cuenca. La vía Quito-Riobamba se hallaba deteriorada. Ecuador comenzaba su vida soberana con un país desvertebrado y mal comunicado. La Sierra centro-norte formaba una unidad geográfica, ecológica y política. Se mantenía de una agricultura de subsistencia con un buen mercado interno potencial y sufría la crisis de su 'industria' textil a causa de la competencia del libre comercio.
La Sierra sur vivía de la agricultura, la pequeña minería, los tejidos, las artesanías, la cascarilla y el ganado. Su economía se hallaba también en crisis, pues había cofinanciado las guerras de la independencia peruana. La Costa giraba en tomo a Guayaquil y Guayaquil, en torno al cacao. Su riqueza había crecido con el comercio. El eje secundario Manabí-Esmeraldas hervía en actividades mercantiles. Ecuador comenzaba su vida soberana con una realidad económica positiva en una región y negativa en las dos restantes. La hacienda se iba constituyendo en el soporte del poder político. En la Sierra centro-norte especialmente, las haciendas se sustentaban sobre el trabajo forzado de indígenas. Las plantaciones cacaoteras de la Costa necesitaban también de esa mano de obra, pero libremente contratada. Los pequeños propietarios de ambas regiones temían ser succionados por esos centros absorbentes. 
La población del país en la estimación más optimista llegaba a los 800 mil habitantes, más de la mitad de los cuales vivía en la Sierra nor-central. Menos del uno por ciento de la población asistía ese año a la escuela. La propiedad de la tierra se concentraba mayoritariamente en manos de la élite criolla y de la élite criolla. La población mestiza en su mayoría, no tenía acceso a tierras y dependía del trabajo asalariado en oficios y labores agrícolas para su sustento. A los esclavos afroecuatorianos no se les reconocía derecho civil alguno. Los indios, mantenidos por siglos en la ignorancia y el alcohol, eran considerados menores de edad. Los más trabajaban para las haciendas y tributaban. En 1830, las aduanas guayaquileñas y el tributo de los indios constituyeron la principal fuente de ingresos del Estado. Ecuador reclamaba para sí los límites de la Real Audiencia de Quito, que englobaba los departamentos colombianos de Nariño, Cauca, Putumayo y parte de Valle del Cauca. Pero Nueva Granada se atenía a una división administrativa interna (1824), que la favorecía. Por el sur, el Tratado de Guayaquil (1829) señalaba el Marañón-Amazonas como límite de la Gran Colombia y, por tanto, del Ecuador. 
Las ambiciones de grupos de interés locales y la crisis política al interior de la Gran Colombia persuadieron a Flores de conspirar contra Bolívar y provocar la secesión del departamento del Sur. Casi al mismo tiempo, el general José Antonio Páez hacia lo propio en Venezuela. El 13 de mayo de 1830, a los pocos meses de la separación de Venezuela, los Departamentos que componían el «Distrito del Sur» de la Gran Colombia (Departamentos del Ecuador, Guayaquil y Azuay) se declararon estado independiente con el nombre de "Estado de Ecuador". Flores asumió primero el cargo de Jefe Supremo y posteriormente el de Presidente Provisional del nuevo Estado, hasta su nombramiento definitivo como Presidente Constitucional el 22 de septiembre de 1830.
Algunos historiadores especulan que la Presidencia del Ecuador estaba destinada para el Mariscal Antonio José de Sucre, asesinado en Berruecos durante el período de separación. Tanto Flores como el general colombiano José María Obando fueron acusados de estar detrás del asesinato, pero ninguna de estas sospechas pudo ser comprobada. Sucre prefirió viajar a Bogotá, al Congreso Admirable, antes que quedarse en Ecuador en donde se había convocado una constituyente en la ciudad de Riobamba.
Al poco tiempo de iniciada su presidencia, una parte de la población de las provincias de Pasto, Popayán y Buenaventura, declararon su voluntad de incorporarse al Ecuador. El Presidente Juan José Flores, luego de mandar guarniciones a Pasto, visitó esas ciudades, donde expidió un decreto en que declaraba incorporado el Cauca al Ecuador. El Congreso Ordinario de 1831 declaró oficialmente la incorporación del Departamento de Cauca al Ecuador. El 22 de julio de 1831 Nueva Granada reclamaba la devolución de este Departamento al Ecuador. El General José Hilario López, se sublevó en Popayán en favor de Nueva Granada y se entabló un enfrentamiento militar contra el ejército Ecuatoriano dirigido por Flores y el Granadino, comandado por José María Obando. Flores no pudo triunfar porque el frente interno de Ecuador se debilitó debido a los levantamientos de Ambato y Latacunga en contra de su Gobierno.
Los ecuatorianos triunfaron en algunos combates, pero la falta de abastecimientos y la sublevación del batallón Quito, determinó que la ciudad de Pasto cayera. Ante esta situación Flores celebró un Tratado de paz y límites con Nueva Granada en la ciudad de Pasto el 8 de diciembre de 1832, fijándose el río Carchi como límite fronterizo entre ambos Estados dejando pendiente la decisión sobre los puertos de la Tola y Tumaco, en la provincia de Buenaventura. El Tratado de Pasto dio límites a una parte de la frontera, no así al resto del territorio del Ecuador que vino a demarcarse posteriormente con Colombia.

## La Primera Constitución
Flores convocó a 21 diputados, a siete por región, respectivamente, a reunirse en Riobamba. En menos de un mes redactaron y promulgaron la primera Constitución, escogieron a Quito como capital y eligieron presidente a Flores por 19 votos contra uno. Pero hicieron 18 escrutinios para elegir vicepresidente a José Joaquín Olmedo. Su contendor fue el quiteño Manuel Matheu, Marqués de Maenza. Desde el nacimiento de la República existió una lucha por el poder entre los notables de Quito y Guayaquil. Cada notable cobró dos pesos diarios por sus servicios constituyentes. (Una vaca lechera valía entonces cuatro pesos).
La Constitución dejaba la puerta abierta a formar un solo Estado con Colombia. Proponía un Estado presidencialista, soberano, alternativo, democrático y moderno. La elección era independiente e indirecta mediante asambleas parroquiales, cantonales y provinciales; aunque solo podían votar los varones alfabetos casados de cualquier edad o solteros de 22 años en adelante que poseyeran bienes raíces de siquiera 300 pesos o una profesión no servil (abogado, médico, sacerdote, monje). Los candidatos a cargos de representación popular necesitaban una mayor cantidad y 30 mil pesos en bienes raíces para ser elegible para presidente. Los indígenas quedaban bajo la tutela de los párrocos y la trata de esclavos africanos, se restringía al trabajo en haciendas y minas.

## Primera presidencia

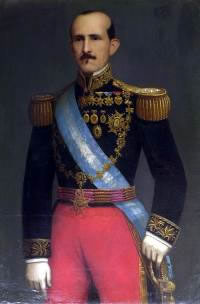
Retrato de Juan José Flores. Primer Presidente de Ecuador.

Flores no pudo gobernar en paz y debió recurrir a la fuerza. Tuvo que sofocar la revolución del general venezolano Luis Urdaneta —sobrino del general Rafael Urdaneta— (1830-1831), hacer la guerra a Colombia (1832), castigar tres alzamientos de batallones y combatir a ideólogos utilitaristas (1833), hacer frente a Vicente Rocafuerte (1833-1834) y aplastar la Revolución de los Chihuahuas (1832-1834), y finalmente evitar que Loja, Cuenca, Esmeraldas y la Sierra nor-central se fueran con Colombia (1834-1835).  
Tras la muerte de Bolívar (17 de diciembre de 1830) el Cauca y Pasto pidieron anexarse a Ecuador. Colombia lo impidió derrotando a las tropas de Flores y Ecuador perdió esos territorios vinculados a la Audiencia de Quito desde el siglo XVI. Este fracaso y los privilegios de los mal vistos militares venezolanos volvieron impopular al presidente. Un grupo de intelectuales, antiguos patriotas del 10 de agosto de 1809 y del 2 de agosto de 1810 y anticlericales, formaron la "Sociedad de El Quiteño Libre". Desde mayo de 1833 esta sociedad se opuso  al gobierno en el periódico del mismo nombre. Vicente Rocafuerte se opuso a las facultades extraordinarias concedidas a Flores, renunciando a su curul.
Durante su gobierno, el 12 de febrero de 1832, fueron anexadas a Ecuador las Islas Galápagos, por esto, tiempo después una de las islas fue bautizada en su honor como Isla Floreana. Se destaca la emisión de algunas leyes sobre la moneda, acuerdos con la Iglesia Católica y la aceptación de la deuda externa grancolombiana (Deuda Inglesa) contraída por Venezuela, Colombia y Ecuador para financiar la independencia. A Ecuador, que no estuvo presente en las negociaciones, se le asignó el 21,5% de la misma, más de 22 millones de pesos. Los ingresos del gobierno en 1834 apenas llegaban a los 708 mil pesos. 
Flores aseguró una suerte de pacto de no agresión entre grupos terratenientes de la sierra de Ecuador y grupos agro exportadores de la costa. Su presencia política por más de 15 años interrumpidos generó que un grupo de revolucionarios marcistas presionaran por su salida en Guayaquil y la de todo el estado mayor extranjero. Flores terminó su mandato con una crisis política y la amenaza de la disolución del estado.

### Revolución de los Chihuahuas y Jefaturas Supremas de Rocafuerte y Valdivieso
El 12 de octubre de 1832 comenzó en Guayaquil la Revolución de los Chihuahuas dirigida por militares descontentos y políticos. Una semana después, los "quiteños libres" atacaban un cuartel en Quito. Ese 19 de octubre algunos de sus líderes fueron muertos a lanzazos o degollados. El 20 de octubre, Rocafuerte, camino del destierro al Perú, fue liberado por los chihuahuas y proclamado jefe supremo de Guayaquil. Los chihuahuas bloquearon el puerto ocupado por Flores e iban insurreccionando los pueblos de la península de Santa Elena, del golfo de Guayaquil, de la cuenca baja del Guayas, y de Manabí.  
Rocafuerte fue apresado y entregado a Flores el 18 de junio de 1834. Una semana antes, José Félix Valdivieso, ministro de Flores, se había proclamado jefe supremo de Ibarra. Se le adhirieron Cuenca y Loja, descontentas del centralismo administrativo. Ante estas circunstancias, a comienzos de julio, Flores llegó a un pacto con Rocafuerte, según el cual Rocafuerte iría a la Presidencia y Flores a la jefatura suprema del Ejército. Los chihuahuas debían someterse so pena de cargos de traición a la patria. Valdivieso ocupó Quito y la Sierra central. Los chihuahuas no aceptaron el pacto. Algunos de ellos se unieron a Valdivieso, el resto fue reprimido hasta bien entrado el año de 1836. 
Rocafuerte, aclamado como jefe supremo del Guayas en una asamblea popular, convocó una segunda Convención (constituyente) para reformar la Carta Política y cerrar la posibilidad de una federación con Colombia. A fin de derrotar al federacionista Valdivieso, Rocafuerte puso al frente de sus tropas a Flores, quien derrotó a las tropas de Valdivieso, en la batalla de Miñarica, cerca de Ambato (18 de enero de 1835). El poeta Olmedo, en honor a la victoria y dirigiéndose al Chimborazo, lo conminaba: "Rey de los Andes, la ardua frente inclina, que pasa el vencedor".

### Ministros de Estado
| Ministerio                                     | Ministro                   |
| ---------------------------------------------- | -------------------------- |
| Ministerio de Guerra y Marina                  | Antonio Martínez Pallares  |
| Ministerio de Gobierno y Relaciones Exteriores | Esteban de Febres-Cordero  |
| Ministerio de Gobierno y Relaciones Exteriores | José Félix Valdivieso      |
| Ministerio de Gobierno y Relaciones Exteriores | Víctor Félix de San Miguel |
| Ministerio de Gobierno y Relaciones Exteriores | Manuel Ignacio Pareja      |
| Ministerio de Hacienda                         | Antonio Fernández Salvador |
| Ministerio de Hacienda                         | Juan García del Río        |

Fuente:

## Segunda Presidencia

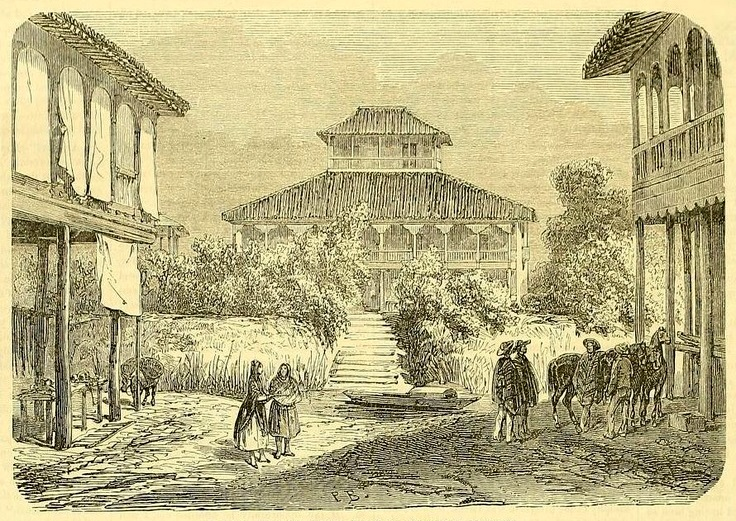
Grabado de la Hacienda La Elvira (1852), propiedad insignia de la familia Flores-Jijón de Vivanco.

Flores fue elegido al primer escrutinio por 29 de los 38 votos del Congreso. Su reelección estuvo probablemente convenida desde el pacto con Rocafuerte en 1834. Flores ofreció al Congreso y a la Nación respetar la libertad de las personas y de la prensa, no desterrar a nadie, dar impulso a la política exterior, seguir la obra educativa de Rocafuerte y observar una conducta "franca y moderada, firme, imparcial y justa". Con esta oferta se enancaba en el éxito administrativo y civilizador de Rocafuerte y, a la vez, se apeaba de la mala fama del Rocafuerte implacable y duro.
Benigno Malo, un estadista cuencano, dijo de este segundo período floreano: "Esa pequeña época fue la más bella página cívica de Flores como hombre de gobierno". 
Durante el último año de su gobierno, la gestión de Flores fue objeto de crecientes críticas por su presunto abandono de la obra pública y acusaciones de corrupción entre altos funcionarios. En ese contexto, circulaba en Quito el periódico opositor La Linterna Mágica, editado en Piura por Pedro Moncayo, que ejercía una férrea oposición al régimen.
El periodista fray Vicente Solano afirmó que de 700 mil pesos de la renta nacional se gastaban 400 mil en mantener leal al Ejército. La intervención de Flores con dos mil soldados en Nueva Granada contribuyó más a su deterioro. Movido por una petición del gobierno colombiano, combatió una insurrección en Pasto. Creía Flores que en lo personal daría una lección al insurrecto general Obando, su antiguo enemigo e inveterado calumniador en lo del asesinato de Sucre. Se figuraba que en lo público recobraría, en parte al menos, los territorios perdidos en su primera administración e ingresarla a las arcas fiscales 300 mil pesos por compensación colombiana. Pero cuando tuvo que intervenir nuevamente en Pasto, la popularidad de Flores empezó a declinar. Como lo había insinuado Solano, so pretexto de "irregularidades" ocurridas en Cuenca para la elección de representantes y de que los del Guayas no concurrieron al Congreso Extraordinario a causa de la fiebre amarilla que en octubre de 1842 había cobrado 326 víctimas, Flores convocó una Convención para el 15 de enero de 1843 y expidió una ley de elecciones que venía a ser un golpe de Estado a su favor.

### Ministros de Estado
| Ministerio                                     | Ministro            |
| ---------------------------------------------- | ------------------- |
| Ministerio de Guerra y Marina                  | Gral. Manuel Matheu |
| Ministerio de Gobierno y Relaciones Exteriores | Francisco Marcos    |
| Ministerio de Hacienda                         | Luis de Saá         |

Fuente:

## Tercera Presidencia
La Convención se reunió en Quito el 15 de enero de 1843. Treinta de los 36 convencionales rezaron en la catedral, para sesionar en el Colegio San Buenaventura. De los convencionales 32 de los representantes eran empleados del Estado, de lo cuales 5 eran generales y 5 eran coroneles, todos extranjeros menos uno. La reforma consistía, entre otros asuntos, en que el período presidencial durase ocho años y el presidente pudiera ser reelegido pasado un período; en que el Congreso se reuniera cada cuatro años, los senadores duraran 12 y los diputados, ocho años. La propuesta fue aceptada. Flores fue reelegido por 34 de los 36 votos de la sala. La nueva constitución fue llamada "Carta de la Esclavitud". Además, contenía principios como la libertad de cultos en lo privado y cerraba el camino a la politización del clero.
Su gobierno en este tercer período se enfrentó a dura oposición proviente tanto del clero, como del originado del nuevo impuesto de tres pesos y cuatro reales, menos a indios y esclavos, pese a que fue levantado; habérselo implicado en el asesinato de Sucre; el fracaso de la expedición a Nueva Granada; de una fallida negociación limítrofe con el Perú y la presencia y poder de los militares extranjeros —12 de los 15 generales lo eran—, de abusos de los dineros de un legado para el colegio Vicente León por parte de Floresy sus allegados. A esto se agregó una conspiración dirigida jóvenes intelectuales en Quito, entre ellos Gabriel García Moreno; y del "nacionalismo" de los notables guayaquileños, todo ello atizado por los 14 manifiestos "A la Nación", lanzados por Rocafuerte desde Lima entre 1843 y 1845.
El gobernador de Guayaquil, a causa de la fiebre amarilla, había llegado tarde a la Convención. Era representante por Cuenca. Rocafuerte se opuso a gran parte de la reforma propuesta por Flores. Calificando a sus colaboradores de "jenízaros", y se exilió en Lima. Esos manifiestos llamaban a insurrección en nombre del nacionalismo: "Unión, entusiasmo, valor constancia y pronto el triunfo será vuestro. Derrocando al pérfido tirano de Venezuela, os volverá el goce de vuestros usurpados derechos...", decía en el quinto de ellos. "Y los acontecimientos se precipitaron a la voz atronadora de Rocafuerte", escribe el historiador Luis Robalino Dávila. A las asonadas populares en diversos lugares de la Sierra al grito de "¡Mueran los tres pesos!, ¡Viva la religión!", sucedió el golpe definitivo: el pronunciamiento militar nacionalista y de los notables de Guayaquil, el 6 de marzo de 1845.
Los sublevados formaron un gobierno provisorio al que se adhirieron Manabí y Cuenca. Flores resistió hasta junio con sus tropas acantonadas en la "La Elvira", hacienda de su propiedad, y capituló ante ese gobierno mediante un tratado, llamado "de La Virginia", hacienda del poeta Olmedo, donde se lo firmó el 17 de junio de 1845..

### Obras importantes en su presidencia
- Constitución de Ecuador de 1809
- El 20 de diciembre de 1830, decretó la anexión del Departamento del Cauca, condicionado hasta la reunión del próximo congreso, al que concurrirían los diputados de aquél Departamento. El 7 de octubre de 1831, el congreso ecuatoriano aprobó una Ley incorporando el Departamento del Cauca al Estado ecuatoriano y aprobando el Decreto del Poder Ejecutivo en que admitió dicha incorporación.
- Incorporó las Islas Galápagos el 12 de febrero de 1832.
- Se firmó el tratado de Pando-Noboa con el Perú.
- Se firmó el tratado de Paz con Chile.
- Fundó el Colegio del Guayas, actualmente conocido como Colegio Nacional Vicente Rocafuerte.
- Refacción y remodelación del Palacio de Carondelet en 1892.

### Deuda Externa
En diciembre de 1834 la delegación ecuatoriana no asiste a la reunión de reparto de la deuda de la independencia, debido a la inasistencia del Ecuador se le asigna el 21,5 por ciento de la misma equivalente a 22.230.631,64 pesos

### Ministros de Estado
| Ministerio                                     | Ministro                 |
| ---------------------------------------------- | ------------------------ |
| Ministerio de Guerra y Marina                  | Hipólito Soulin          |
| Ministerio de Gobierno y Relaciones Exteriores | Modesto Larrea y Carrión |
| Ministerio de Gobierno y Relaciones Exteriores | Benigno Malo             |
| Ministerio de Hacienda                         | Francisco Aguirre Abad   |

Fuente:

## Exilio, rehabilitación y últimas campañas
Más adelante, Flores, ya desde el exilio, tramó una invasión a Ecuador para la que obtuvo apoyo y financiamiento de María Cristina de Borbón-Dos Sicilias, Reina regente de España, con el fin de colocar en el trono ecuatoriano a su hijo Agustín Muñoz y Borbón. También se habla de las negociaciones con el rey francés Luis Felipe I, para nombrar Reyes de Ecuador a su décimo hijo, Antonio de Orleans, Duque de Montpensier y su esposa, la infanta española Luisa Fernanda de Borbón, hija también de la mencionada reina María Cristina. La intentona fue repelida con dureza y Flores tuvo que retornar al exilio.
Durante un tiempo residió en Costa Rica, donde tuvo estrecha amistad con el presidente José María Castro Madriz. El Congreso lo declaró ciudadano esclarecido de Costa Rica, pero Flores declinó el honor y poco después abandonó el país. En 1855, durante su tiempo en Lima, fue uno de los socios fundadores del Club Nacional.
En marzo de 1857, llegó a Venezuela donde trató de mediar sin éxito en los conflictos suscitados entre los liberales que apoyaba al presidente José Tadeo Monagas y los conservadores que trataban de derrocarlo bajo la conducción del general José Antonio Páez  Muchos en Caracas vieron en Flores la persona ideal para dirigir la revolución. Era un prócer y había sido Presidente de Ecuador, pero al enterarse Flores de la situación, inmediatamente se marchó a Lima.
En 1860 Flores comandó el ejército del presidente Gabriel García Moreno, a pesar de que García Moreno había sido un firme opositor. Flores participó en el bando quiteño en la guerra civil de 1859-60 enfrentando al gobierno de facto de Guayaquil, que pretendía la secesión de la ciudad, encabezado por el general Guillermo Franco Herrera a quien derrotó en el combate de Mapasingue. La secesión de la provincia de Guayaquil y su posterior anexión al Perú fue evitada por la declaratoria de independencia de Loja como República Federal en 1859. 
En 1863 comandó el Ejército ecuatoriano en la guerra contra Colombia, pero fue derrotado en la Batalla de Cuaspud.

## Fallecimiento

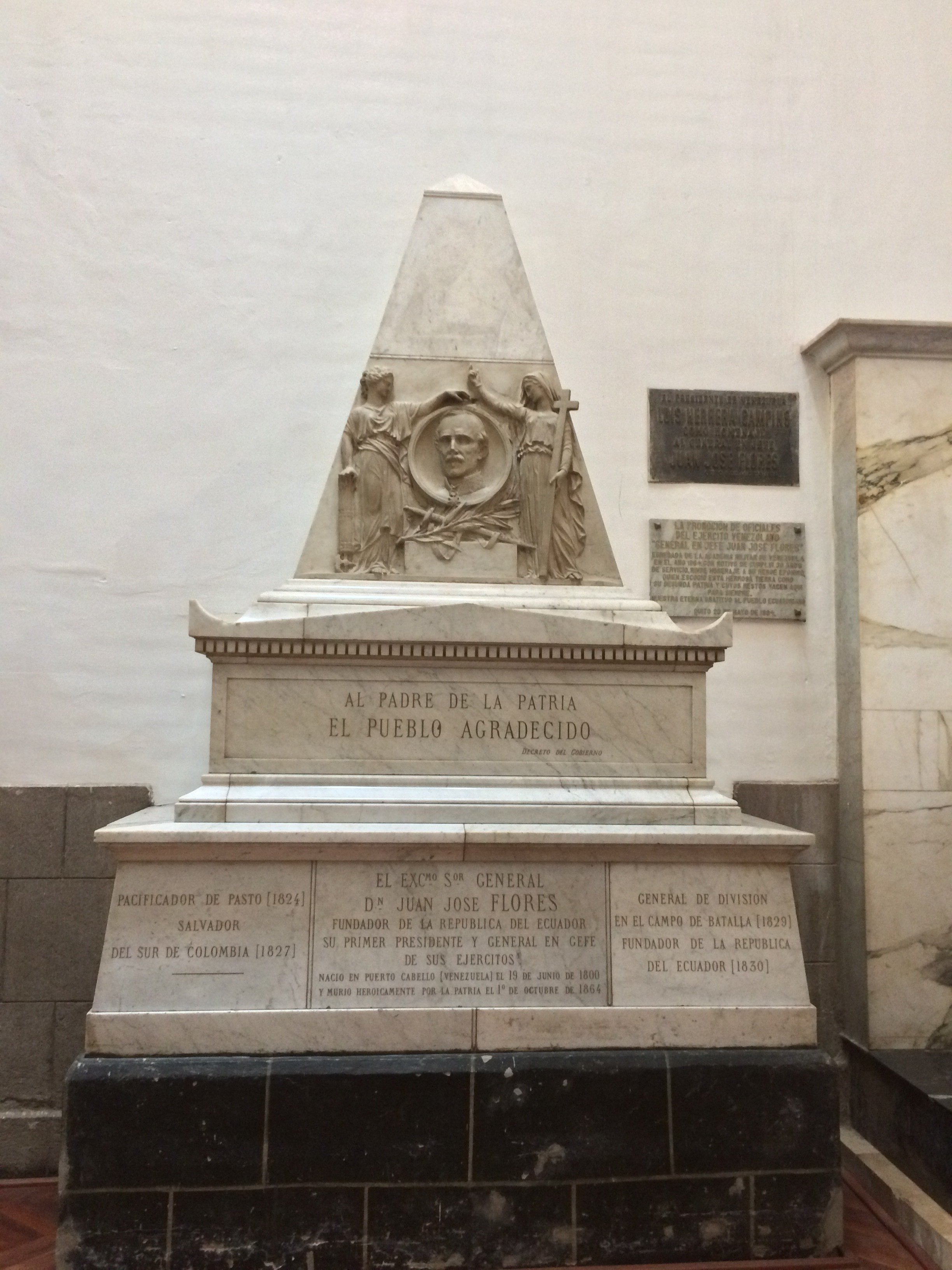
Tumba en la Catedral Metropolitana de Quito.

En 1864, Flores partió de Quito a combatir una expedición del expresidente José María Urbina en el Golfo de Guayaquil. Durante el Combate de Santa Rosa recibió un tiro perdido en el bajo vientre, muriendo el 1 de octubre a bordo del vapor Smirck, cerca de la isla Puná.
Para su mejor conservación, el cadáver de Flores fue introducido en un barril de alcohol y trasladado en un barco de guerra desde Machala a Guayaquil, donde algunos familiares esperaban con un lujoso ataúd para llevarlo a Quito, donde fue sepultado. Se dice que el barril de alcohol quedó abandonado en el puerto, y unos marineros lo vendieron un tabernero del Malecón.
En su honor, el presidente Gabriel García Moreno ordenó, mediante decreto ejecutivo expedido el 8 de octubre de 1864, que en todas las provincias del país se celebraran exequias de primera clase en honor al general Flores, que los empleados públicos y militares vistieran de luto riguroso por tres días contando desde la víspera de los funerales que tendrían lugar el 13 de octubre en la Catedral de Quito, que la bandera del Palacio de Carondelet y los edificios públicos permanecería a media asta por el mismo tiempo y, finalmente, que se elaborara un mausoleo de mármol con la inscripción: Al padre de la Patria, el pueblo agradecido.
Desde entonces, sus restos mortales y los de su esposa, se encuentran en la cripta presidencial dentro de la Catedral Metropolitana de Quito. En ese mismo edificio se encuentran además los restos de Antonio José de Sucre y de Gabriel García Moreno.

## Condecoraciones
- Gran Oficial de la Legión de Honor, otorgada por el rey Luis Felipe de Francia en 1844.[25]
- Caballero de la Orden de Carlos III, otorgada el 29 de septiembre de 1844.[26]

## Honores póstumos
En noviembre de 1864, pocas semanas después de su deceso, el Cabildo de la ciudad de Quito intentó colocar un retrato del expresidente en su Sala de Sesiones, pero no fue aceptado por todos los miembros, que sólo permitieron un discurso en su honor, destacando su patriotismo y acciones beneficiosas al país, culminando la intervención con la frase: "Conciudadanos, se apagó la antorcha de la vida de este héroe, pero nos deja abiertos los senderos que conducen al templo de la gloria; imitadle".
En su honor, en su ciudad natal existe:
- Una parroquia.
- Un lugar denominado “Plaza Flores".
- Una escuela básica.
- Dos promociones de oficiales, egresadas ambas de la Academia Militar de Venezuela, llevan su nombre como héroe epónimo.

## Sucesión
| Predecesor: José Félix Valdivieso                                                                          | Jefe Superior del Distrito del Sur de la Gran Colombia 1828 - 1830                             | Sucesor: Él mismo (Jefe Supremo de Ecuador)                                |
| Predecesor: Domingo Caycedo (Presidente de la Gran Colombia) Él mismo (Jefe Superior del Distrito del Sur) | Presidente del Estado del Ecuador (1.º Mandato) 13 de mayo de 1830 - 10 de septiembre de 1834  | Sucesor: Vicente Rocafuerte (De facto)                                     |
| Predecesor: Vicente Rocafuerte                                                                             | Presidente de la República del Ecuador (2.º Mandato) 31 de enero de 1839 - 18 de junio de 1845 | Sucesor: Gobierno Provisorio (de facto)                                    |
| Predecesor: Pablo Bustamante (Presidente de la Cámara de Representantes)                                   | Presidente de la Convención Nacional de la República del Ecuador 1861                          | Sucesor: Juan Bautista Vásquez (Presidente de la Cámara de Representantes) |